# Обербауэр, Йозеф
Йозеф (Иосиф) Обербауэр (болг. Йозеф (Йосиф) Себастиан Обербауер; 1853—1926) — болгарский инженер и художник австрийского происхождения.

## Биография
Родился в 1853 году в городе Санкт Леонхард, Тироль, Австрийская империя, в семье чиновника.
Учился в начальной школе родного города, затем окончил среднюю школу в Инсбруке. Проявив склонность к искусству, мечтал получить художественное образование, но отец настоял, чтобы Йозеф изучал инженерное дело, и он поступил в Грацский университет. Через три года отец умер, и семья оказалась в трудном материальном положении. Обербауэр решил продать несколько своих акварельных картин, изображающих Грац, в местный муниципалитет. Здесь обратили внимание на его работы и предложили обучение в Академии художеств в Вене. После двух лет учёбы Обербауэр вновь был вынужден бросить образование из-за финансовых трудностей. Некоторое время он работал преподавателем и безуспешно пытался продолжить учебу.
В 1889 году Обербауэр вернулся в Софию, работал в муниципалитете, где принимал участие в создании первой кадастровая карты города. Затем недолго работал на строительстве Болгарских железных дорог и снова вернулся в софийский муниципалитет, где работал до конца своей жизни.
В составе восьми художников Обербауэр принял участие в создании альбома «Поклонись, Болгария, могилам, которыми ты усеяна».
Умер в 1926 году в Софии. Был женат, жена — Сабина, дети — сын Иосиф и дочери Екатерина, Фрида и Анна.
Одна из улиц в софийском районе Лозенец носит имя Йозефа Обербауэра. Также в его честь названа стипендия в Американском колледже Софии.

## Труды
Оставил значительное художественное наследие, отобразив в своих картинах облик Софии — улицы старого города, церкви и монастыри, многие из которых не сохранились до сегодняшнего дня. Среди его акварелей имеются также виды Рильского монастыря, городов Несебыр, Кюстендил, Мазарачево, Пловдив, Копривштица.

Некоторые работы
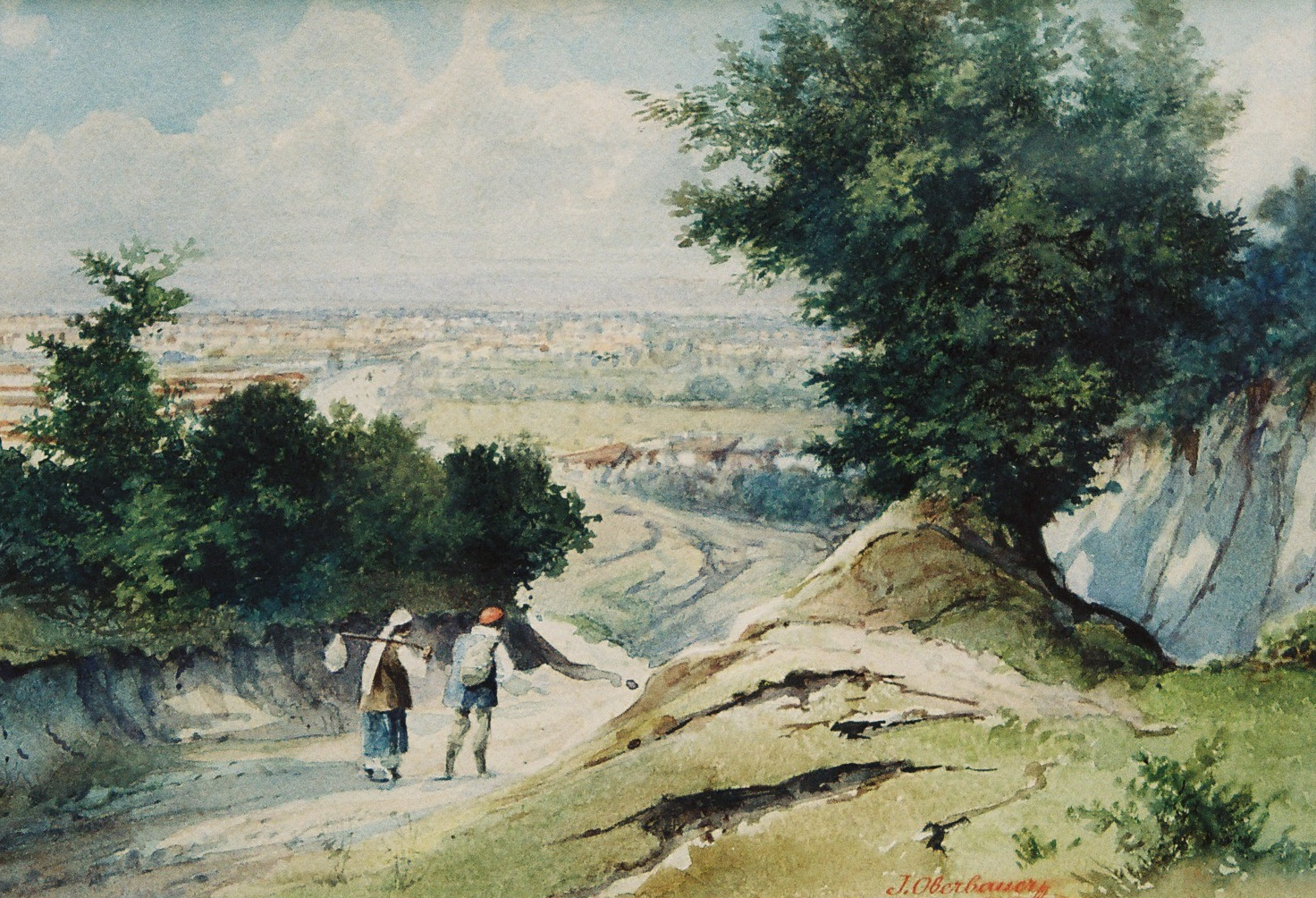
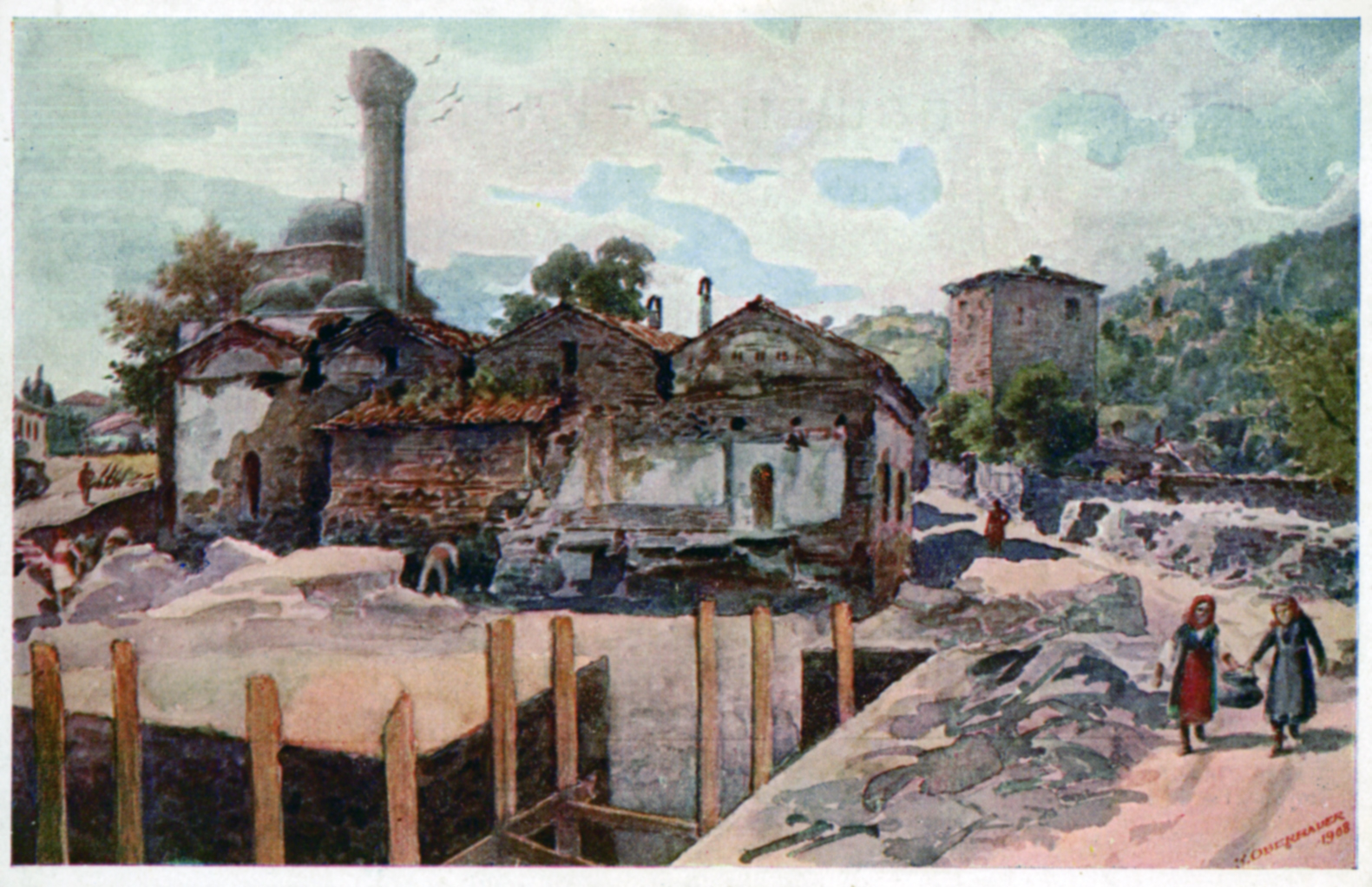
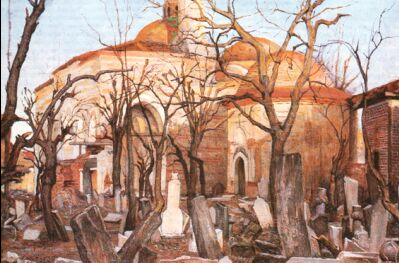
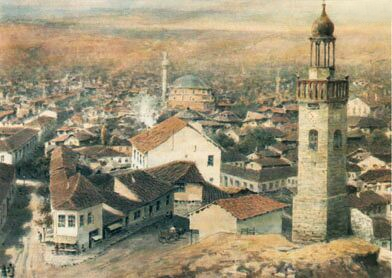